# Пехливанов, Иордан Георгиевич
Иордан Георгиевич Пехливанов (1877—1955) — болгарский и российский военный деятель, участник Первой мировой войны.
Родился 7 октября 1877 года в Сливно (Болгария). Образование получил в Софийском пехотном училище, из которого выпущен 11 января 1898 года подпоручиком в артиллерию.
Произведённый 15 августа 1908 года в капитаны болгарской службы Пехливанов тогда же был командирован в Российскую империю для прохождения курса наук в Николаевской академии Генерального штаба.
Перед выпуском из академии Пехливанов подал прошение о принятии его в русское подданство, прошение это было удовлетворено. 17 июня 1909 года Пехливанов был выпущен из академии по 1-му разряду и произведён в капитаны российской службы. Для отбытия служебного ценза Пехливанов с 1 ноября 1910 года по 4 октября 1912 года командовал ротой в 94-м пехотном Енисейском полку. Затем он был командирован в Болгарию в качестве российского военного наблюдателя и принимал участие в 1-й Балканской войне. За успешное выполнение этого поручения он 6 декабря 1913 года был награждён орденом святого Станислава 3-й степени.
По возвращении в Россию Пехливанов в течение года (с 8 декабря 1912 по 6 декабря 1913 года) исполнял обязанности старшего адъютанта штаба 2-й гвардейской пехотной дивизии, а затем был помощником старшего адъютанта штаба войск гвардии и Санкт-Петербургского военного округа. На последней должности он встретил начало Первой мировой войны.
1 ноября 1915 года Пехливанов был назначен старшим адъютантом отделения по генерал-квартирмейстерской части при штабе 9-й армии, 6 декабря того же года за отличие был произведён в подполковники. 7 февраля 1916 года за отличия на фронте он был удостоен Георгиевского оружия и вошёл в число членов Георгиевской думы 9-й армии. С 15 апреля 1916 года Пехливанов занял должность исполняющего дела начальника штаба 3-й Заамурской пограничной пехотной дивизии. Приказом по армии и флоту от 31 июля 1917 года Пехливанов был награждён орденом св. Георгия 4-й степени и вслед за тем произведён в полковники.
В октябре 1917 года Пехливанов оказался на Дальнем Востоке, где был назначен командующим войсками Приамурского военного округа. После Октябрьской революции перешёл в РККА, уехал в Псков и руководил действиями Красной армии в Псковской губернии против войск кайзеровской Германии. Там он находился вплоть до заключения мира в Брест-Литовске, затем занимал различные командные должности в Луге, Новгороде и Петрограде.
В августе 1918 года Пехливанов уехал в Крым, откуда попытался вывезти свою семью в Петроград, однако из-за наступления Добровольческой армии он оказался заблокированным в Крыму и эвакуировался в Болгарию.
На родине Пехливанов отказался идти в армию и работал инженером. Во время Второй мировой войны активной деятельностью не занимался, однако через свою дочь поддерживал связь и оказывал помощь партизанам.
В 1946 году вышел на пенсию и подрабатывал лектором в Обществе советско-болгарской дружбы. Скончался в Софии 26 марта 1955 года.